# Ubi primum (Leone XII)
Ubi primum è la prima enciclica di papa Leone XII, datata 5 maggio 1824, nella quale il Pontefice delinea il suo programma di pontificato. In essa il Papa da una parte condanna l'indifferentismo, che ha come conseguenza negativa la tolleranza e il liberalismo, e dall'altra afferma il principio della stretta unione fra trono ed altare.